# Greatest Hits España
Greatest Hits Es un álbum con los mejores éxitos de RBD, fue lanzado en 2007 y solamente en España
{{Lista de canciones
| ocultar         = no
| título       = Greatest Hits - CD
| duración_total    = 
| writing_credits = yes
| title1          = Wanna Play
| extra1          = 
| writer1         = Andrea Martin, RedOne, Bilal Hajji
| length1         = 3:44
| title2          = Quiero Poder
| extra2          = 
| writer2         = Armando Ávila, Dulce María, Gonzalo Schroeder
| length2         = 2:46
| title3          = Bésame Sin Miedo
| extra3          = 
| writer3         = Chico Bennett, João Ingoldsby
| length3         = 3:31
| title4          = Tu Amor
| extra4          = 
| writer4         = Diane Warren
| length4         = 4:38
| title5          = Ser O Parecer
| note5          = 
| writer5         = Armando Ávila
| length5         = 3:31
| title6          = Este Corazón 
| extra6          = 
| writer6         = Armando Ávila
| length6         = 3:30
| title7          = Celestial
| extra7          = 
| writer7         = Carlos Lara, Pedro Damián
| length7         = 3:27
| title8          = Sálvame
| extra8          = 
| writer8         = DJ Kafka, Max di Carlo, Pedro Damián
| length8         = 3:44
| title9          = I Wanna Be The Rain
| extra9          = 
| writer9         = Diane Warren
| length9         = 4:08
| title10          = Solo Quédate En Silencio
| extra10          = 
| writer10         = Mauricio Arriaga
| length10         = 3:38
| title11          = Nuestro amor
| extra11          = 
| writer11         = Memo Méndez Guiu, Emil Méndez
| length11         = 3:34
| title12          = Aún Hay Algo
| extra12          = 
| writer12         = Carlos Lara, Karen Sokoloff
| length12         = 3:34
| title13          = Un Poco De Tu Amor
| extra13          = 
| writer13         = DJ Kafka, Max di Carlo
| length13         = 3:25
| title14          = Tras De Mi
| extra14          = 
| writer14         = Carlos Lara, Karen Sokoloff, Pedro Damián
| length14         = 3:11
| title15          = No Pares (Studio Version)
| extra15          = 
| writer15         = Lynda Thomas, Carlos Lara
| length15         = 3:47 
| title16          = México México
| extra16          = 
| writer16         = 
| length16         = 3:37
| title17          = Una canción
| extra17          = 
| writer17         = José Roberto Matera
| length17         = 3:23
|note17= Versión estudio
| title18          = A Rabiar
| extra18          = 
| writer18         = Karen Sokoloff, Polen Thomas
| length18         = 3:26
| title19          = Quizá
| extra19          = 
| writer19         = Michkin Boyzo, Ángel Reyero, Armando Ávila
| length19         = 3:31
| title20          = Rebelde
| note20          = 
| writer20         = DJ Kafka, Max di Carlo
| length20         = 3:32
| title21          = [[Money Money [Bonus Track]]] 
| extra21          = 
| writer21         = Anthony Calo, Gabriel Cruz, Aarón Peña, Francisco Saldaña
| length21         = 3:21
| title22          = [[Campana Sobre Campana [Bonus Track]]]
| extra22          = 
| writer22         = 
| length22         = 3:03
| title23          = [[Let The Music Play [Bonus Track]]]
| extra23          = 
| writer23         = 
| length23         = 4:58
| title24          = [[Gone [Bonus Track]]]
| extra24          = 
| writer24         = 
| length24         = 3:15
}}
- Datos: Q25401247